# پیشنهاده پژوهشی
پروپوزال یا پیشنهاده ی پژوهشی (به انگلیسی: research proposal) نقشه و رکن اصلی هر پژوهش است که در آن، پژوهشگر، مسیر و اهداف تحقیق خود را مشخص می‌کند و سپس جهت دستیابی به اهداف به جست‌وجو و آزمایش می‌پردازد. پیشنهادهٔ پژوهشی انگاره‌ای است که در آن پژوهشگر پرسشی را به عنوان پرسش مورد پژوهش برگزیده و فرضیات اولیه‌ای را پیرامون آن مطرح می‌کند و در ادامه در تحقیق جامعی آن را بسط داده و نتایجی را در راستای تأیید و تثبیت ادعای خود ارائه می‌نماید.
در دوره کارشناسی ارشد و دکترا و نیز گاهی در دوره کارشناسی، محقق پیش از تمرکز بر روی موضوع مورد مطالعه خود لازم است آن را در قالب پیشنهاده ثبت نماید و ادعاها، فرضیات و ضرورت‌های تحقیق خود را مطرح کند.

## معرفی
برنامه اجرایی پژوهشگر که بیان‌کننده دورنمای تحقیق و تعیین‌کننده جهت پژوهش در مراحل مختلف است، پیشنهاد پژوهشی نامیده می‌شود.
نگارش طرح پیشنهادی از اولین قدم‌ها در نگارش پایان‌نامه می‌باشد. دانشگاه‌ها و مراکز تحقیقاتی از دانشجویان و محققان خود درخواست ارائه طرحی پیشنهادی برای پایان‌نامه و برخی مواقع دفاع از آن می‌کنند. طرح پیشنهادی مقاصدی را دنبال می‌کند که روشن‌ترین آن این است که به دانشجو یا محقق کمک می‌کند تا آنچه را که قصد انجام آن را دارد بازنموده و توضیح دهد. از طرف دیگر مسئولان مرتبط نیز مشکلات، مسائل، کاستی‌ها و قوت‌ها را تشخیص داده و به دانشجو متذکر می‌شوند. طرح پیشنهادی به‌طور معمول خلاصه‌ای از سه فصل اول پایان‌نامه می‌باشد. در واقع دانشجو باید نگارش مناسب این طرح می‌تواند بعد با کمی وسعت بخشیدن به آن، سه فصل اول پایان‌نامه خود را تکمیل کند.
طرح تحقیقی به تناسب رشته علمی، موضوع تحقیق و روش تحقیق، دارای انواع مختلفی می‌باشد.

## اهمیت و لزوم پیشنهاد پژوهشی
همانگونه که برای انجام و ساخت منزل و هر محلی، داشتن طرح و نقشه قبلی برای مهندس و معمار ضروری است، در انجام پژوهش نیز داشتن طرح و نقشه تحقیقی برای پژوهشگر ضروری و لازم است. دلیل‌های متعددی برای اثبات ضرورت و لزوم تهیه طرح تحقیق می‌توان بیان نمود که بعضی از مهم‌ترین آن‌ها عبارتند از:
1. با طرح تحقیق، پژوهشگر برنامه اجرایی مشخصی برای انجام آن پیش روی خواهد داشت.
2. طرح تحقیق همانند قطب‌نمایی است که جهت‌گیری پژوهش در مراحل مختلف تحقیق را نشان می‌دهد.
3. با توافق استاد، مرکز پژوهشی و پژوهشگر دربارهٔ طرح تحقیق، بسیاری از اختلاف‌ها و انحراف‌های احتمالی در مسیر تحقیق کاهش می‌یابد.
4. زمان‌بندی انجام کار از مراجل مهم برنامه‌ریزی برای تدوین هر نوشته علمی است و بدیهی است که این زمان‌بندی، خود در گرو آگاهی از حجم و گستره کار است و این مهم جز با شکل‌گیری طرح، میسر نخواهد بود.[۳]

## درس روش تحقیق
دانشجویان در مقطع کارشناسی ارشد برای درس روش تحقیق موظف هستند یک پیشنهاده پژوهشی  ارائه دهند. این پیشنهاده باید از نظر قوانین نگارشی و محتوا باید استانداردهای لازم را داشته باشد تا دانشجویان علاوه بر گذراندن این واحد (درس روش تحقیق) با نحوه چگونگی نگارش پیشنهاده نیز آشنا شوند
به زبان ساده‌تر پیشنهاده یا طرح تحقیق، پیش نویس پ‍ژوهشی است که شما می‌بایست برای اخذ مدرک تحصیلی خود انجام دهید. در پیشنهاده، شما به معرفی موضوعی که برای پایان‌نامه خود انتخاب کرده‌اید، توضیح اهمیت آن موضوع، ذکر پ‍ژوهش‌هایی که در گذشته در این باره صورت گرفته، و نتایجی که فکر می‌کنید از تحقیق خواهید گرفت می‌پردازید. هم چنین روش یا روش‌هایی که در پژوهش از آن‌ها بهره خواهید گرفت را ذکر می‌کنید.
نگارش پیشنهادهٔ پژوهشی از اولین قدم‌ها در نگارش پایان‌نامه می‌باشد. دانشگاه‌ها و مراکز تحقیقاتی از دانشجویان و محققان خود درخواست ارائه طرحی پیشنهادی برای پایان‌نامه و برخی مواقع دفاع از آن می‌کنند. پیشنهادهٔ پژوهشی مقاصدی را دنبال می‌کند که روشن‌ترین آن این است که به دانشجو یا محقق کمک می‌کند تا آنچه را که قصد انجام آن را دارد بازنموده و توضیح دهد. از طرف دیگر مسئولان مرتبط نیز مشکلات، مسائل، کاستی‌ها و قوت‌ها را تشخیص داده و به دانشجو متذکر می‌شوند. پیشنهادهٔ پژوهشی به‌طور معمول خلاصه‌ای از سه فصل اول پایان‌نامه می‌باشد. در واقع دانشجو باید نگارش مناسب این طرح می‌تواند بعد با کمی وسعت بخشیدن به آن، سه فصل اول پایان‌نامه خود را تکمیل کند.
با نگارش پیشنهاده و تأیید آن توسط گروهی از پژوهشگران آن حوزه، موضوع مورد مطالعه را به نام خود ثبت کرده و دیگران را از پرداختن مجدد بر روی آن منع می‌کند. به عبارت دیگر، با این عمل محقق مالکیت تحقیق بر روی موضوع ذکرشده در پیشنهاده را به‌نام خود ثبت می‌کند.

## بخش‌های مختلف پیشنهاده
شکل پیشنهادهٔ پژوهشی بنا بر هدفی که از آن دارید یا به مقتضای رشته تحصیلی شما می‌تواند قدری متغیر باشد. اما شکل بندی بنیادین آن، همواره باید شامل عنوان بندی‌ها و بخش‌های زیر باشد:
۱-موضوع تحقیق (Project Title):ذیل این عنوان می‌بایست عنوان دقیق تحقیق خود را ذکر کنید. برای مثال:
Project Title: Women Role in Southeast Thailand
1. توضیح موضوع و اهمیت آن (Importance and Statement of Topic):در این بخش می‌بایست جوانب موضوع، چگونگی ارتباط آن با رشته تحصیلی مورد نظر، و اهمیت موضوع به لحاظ علمی و کاربردی را توضیح دهید.
2. ادبیات تحقیق و پژوهش‌های مرتبط (Review of Literature and Relevant Topics):زیر این عنوان، باید توضیح مختصری دربارهٔ پژوهش‌هایی که پیش از شما روی این موضوع و موضوعات نزدیک به آن انجام شده بدهید. در این بخش در واقع باید به ذکر پژوهش‌هایی بپردازید که شما قصد دارید یافته‌های آن‌ها را تکمیل کنید، اشتباهات آن‌ها را رفع نمایید یا نتایج آن‌ها را رد کنید.
3. اهداف و فرضیه‌ها (Aims and Hypothesizes) :در این بخش باید به ذکر نتایجی بپردازید که فکر می‌کنید از تحقیق خواهید گرفت. توضیح دهید که از انجام تحقیق چه هدفی دارید؟ به کدام سمت حرکت می‌کنید؟ و فکر می‌کنید به کجا خواهید رسید؟
4. روش‌ها و ابزارهای تحقیق (Methodology) :در این قسمت توضیح دهید که در انجام پروژه از چه روش‌های علمی سود خواهید برد و چه ابزارهایی را برای رسیدن به اهداف تحقیق به خدمت خواهید گرفت.
5. منابع(References) :فهرستی از منابعی که فکر می‌کنید از آن‌ها استفاده خواهید کرد و به کار شما مرتبط هستند را الفبایی و منظم کنید و در این بخش بیاورید.

این نکات را در مورد انتخاب و نگارش تیتر پروژه رعایت کنید :
الف) سعی کنید موضوع روشن و ساده باشد. از خوشگل کردن عنوان تحقیق خودداری کنید!
ب) عنوان پروژه را به صورت خلاصه ای فشرده از آنچه در ذهن دارید در نظر بگیرید. سعی کنید با همان یک جمله عنوان پروژه بتوانید چارچوب کلی تحقیق و هدف‌هایتان را به خواننده منتقل کنید. عنوان کار شما باید کاملاً مشخص کند که شما می‌خواهید چه چیز را و در چه شرایطی مطالعه کنید.
پ) در جمله‌بندی عنوان پروژه دقت کنید تا چیدمان آن طوری باشد که آنچه اصل موضوع تحقیق شماست از فرع آن قابل تشخیص باشد.
ت) سعی کنید کلمات اضافی را از عنوان پروژه حذف کنید.
دسته‌بندی دیگری از اجزاء پیشنهاده:
- مقدمه
- مشکل
- بیان مسئله
- پیشینه علمی و مرور متون مربوط
- هدف‌ها
- ضرورت
- سؤالها یا فرضیه پژوهش
- روش پژوهش
- جامعه مورد پژوهش و نمونه
- ابزار و گردآوری اطلاعات
- روایی و پایایی
- پیش آزمون
- تعریف‌های عملیاتی
- فهرست منابع و مآخذ